# Camelina Guarro

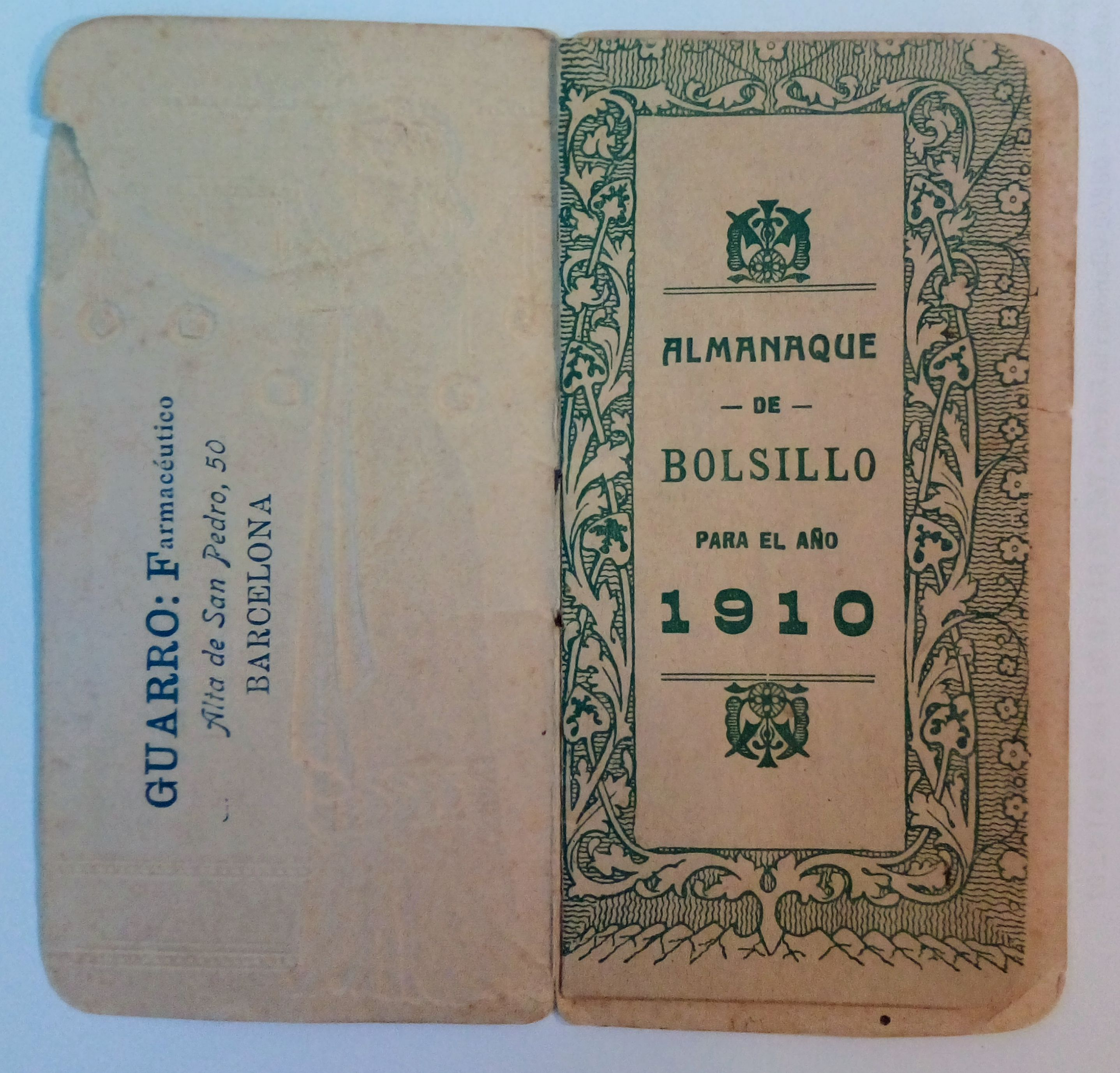
Farmàcia Guarro. Carrer Sant Pere més Alt 50, Barcelona

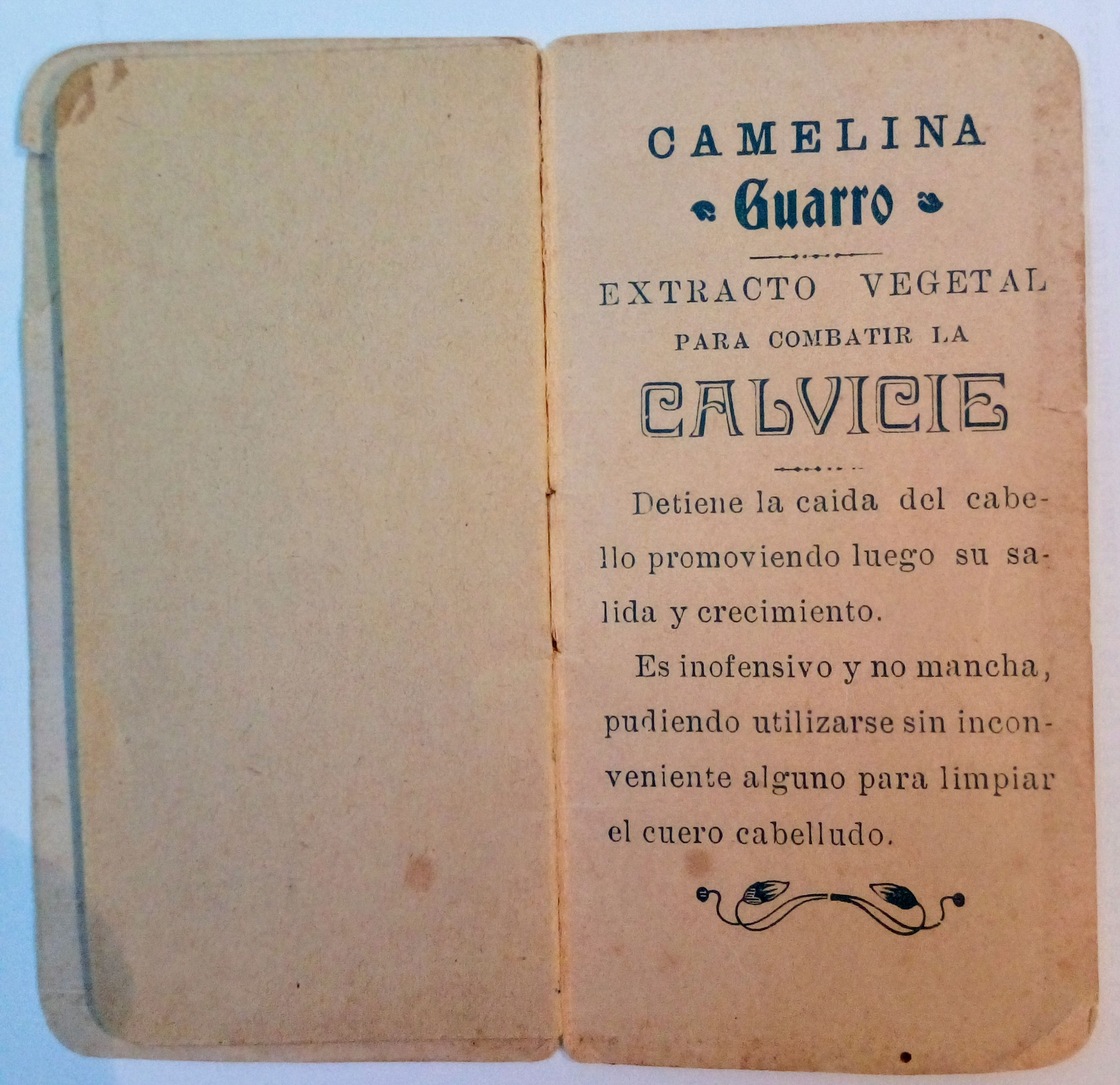
Farmàcia Guarro. Carrer Sant Pere més Alt 50, Barcelona

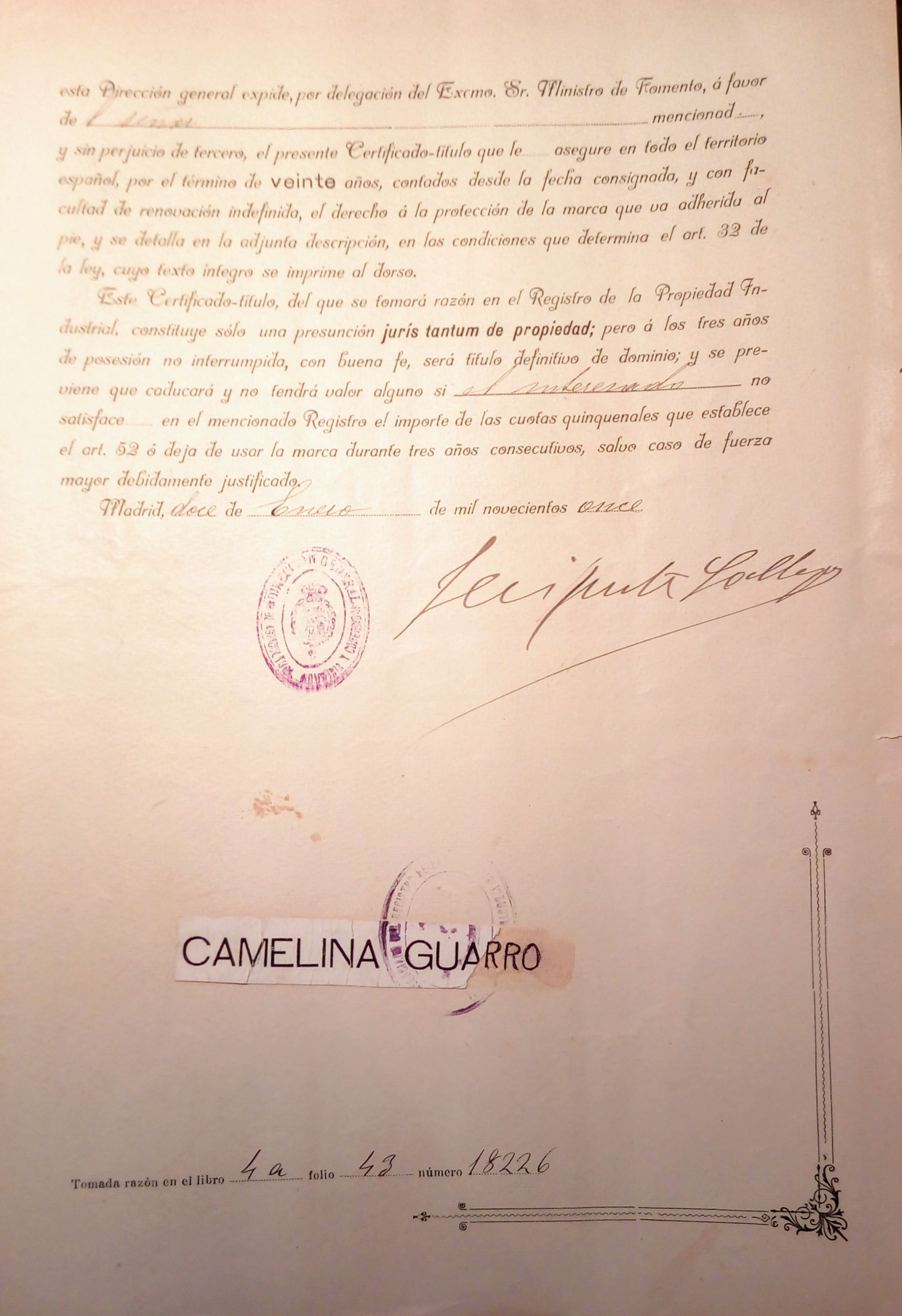
Farmàcia Guarro. Carrer Sant Pere més Alt 50, Barcelona

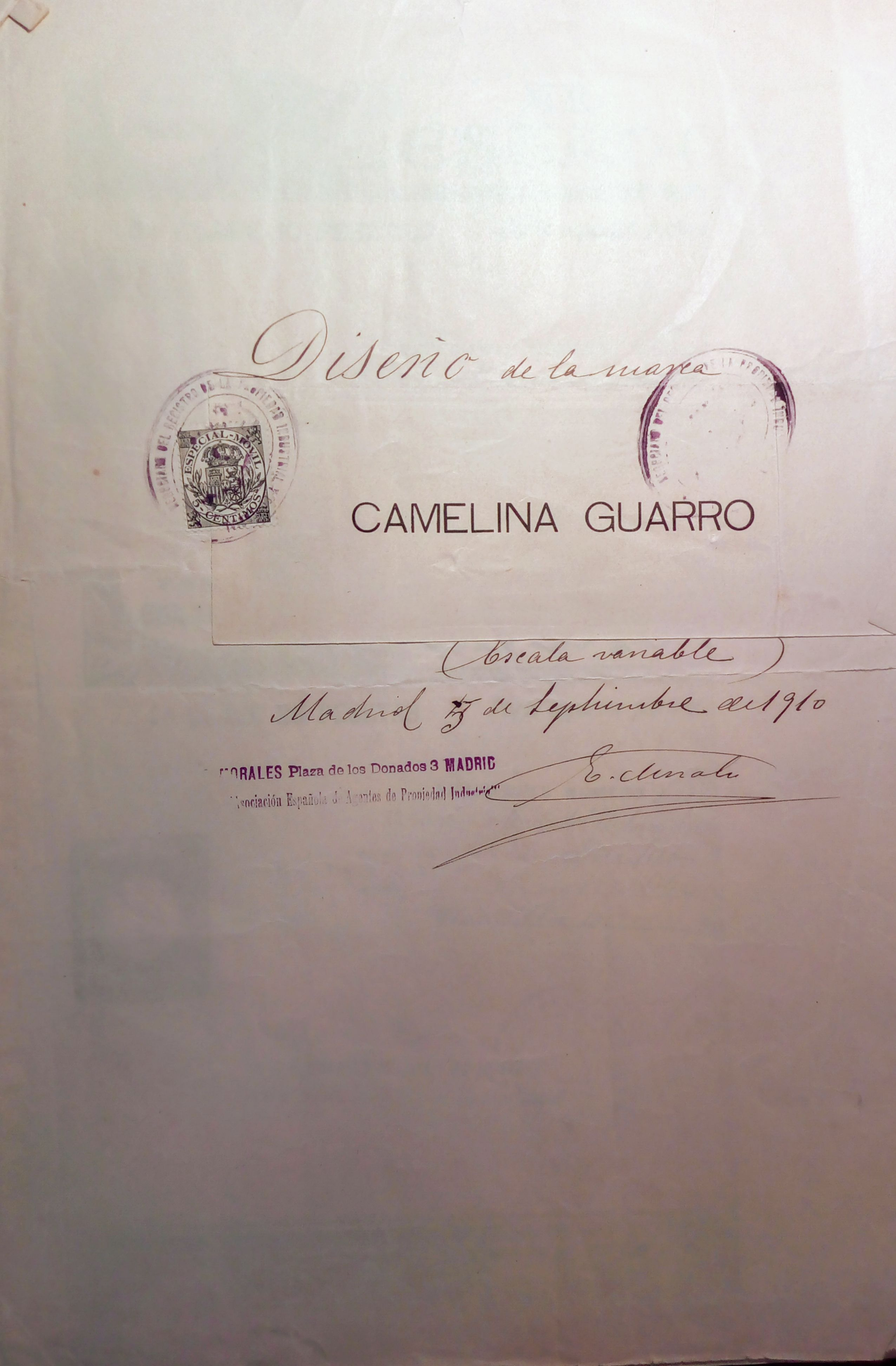
Farmàcia Guarro. Carrer Sant Pere més Alt 50, Barcelona

La Camelina Guarro va ser un preparat farmacèutic molt popular de finals del segle xix i primer terç del segle XX utilitzat per a prevenir i aturar la caiguda del cabell.
El seu creador, el farmacèutic Joan Guarro Robusté (Montblanc 1858) el distribuïa des de la farmàcia que regentava al número 50 del carrer de Sant Pere més Alt de Barcelona, anomenada Guarro Farmacéutico. Per a la seva preparació es tenia en compte les propietats terapèutiques de la planta Camelina Sylvestris de Wallr o microcarpa i la composició del cabell i els seus nutrients. Era un líquid transparent, clar, totalment neutre sense cap acció càustica ni irritant sobre la pell. Tenia la propietat d'aturar la caiguda del cabell, promovent-ne el creixement amb uns efectes ràpids com així ho provaven els nombrosos testimonis de facultatius mèdics i particulars.
A part d'una meticulosa elaboració partint dels principis farmacològics de l'època, el seu creador va dur a terme una estratègia de màrqueting durant el període en què es va comercialitzar, entre 1898 i 1928, i així doncs es publicitava habitualment a la premsa tant generalista com médico-farmacèutica cosa que va contribuir a la seva popularitat.

Altres productes del mateix creador van ser Vino Guarro; Polvos Laxativos Guarro; l'Elixir de la Sierra, un col·lotori per rentar-se les dents; Polvos Antigastrálgicos, i Jarabe Guarro, un antitussígen amb codeïna.

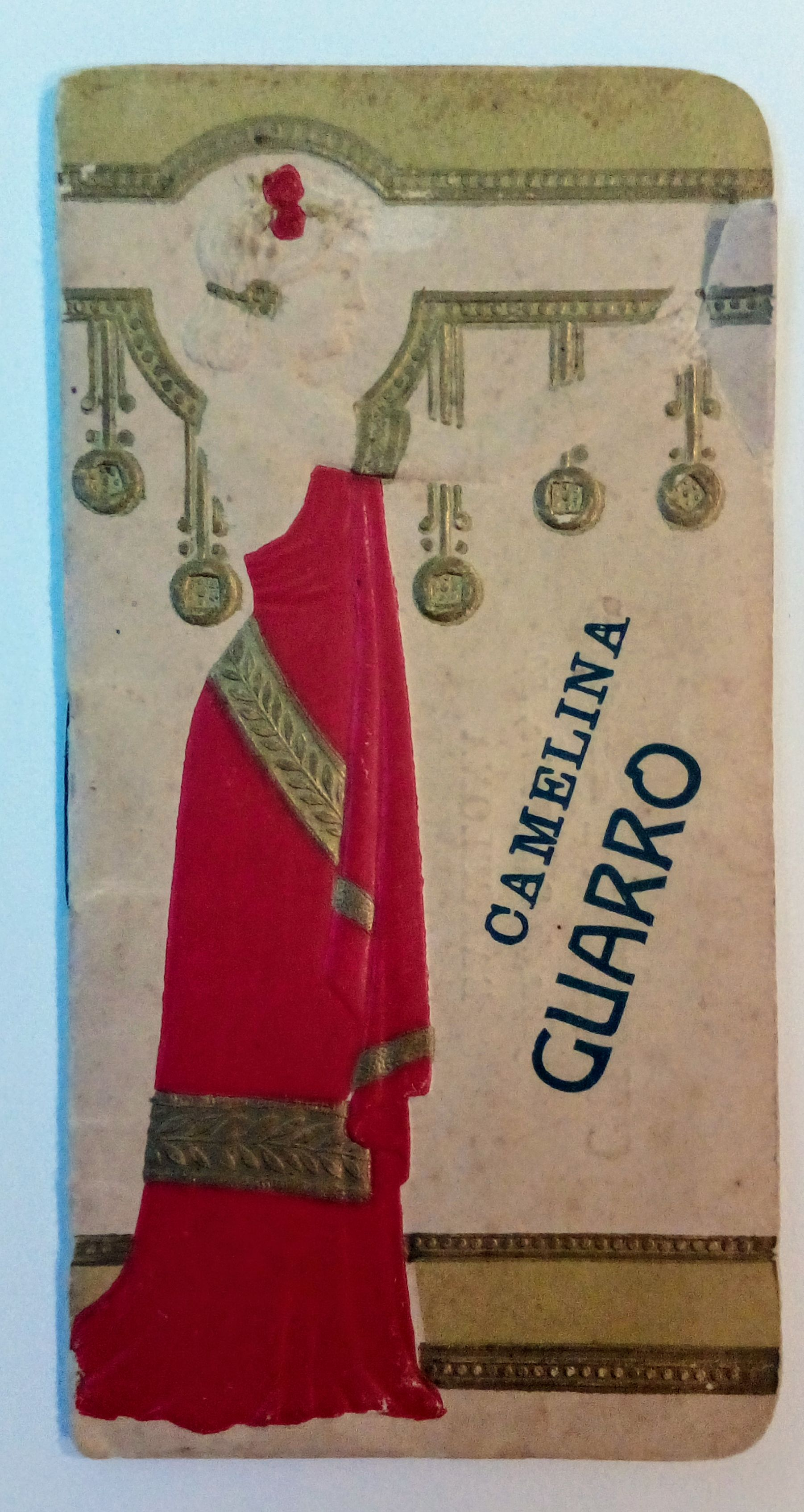
Farmàcia Guarro. Carrer Sant Pere més Alt 50, Barcelona

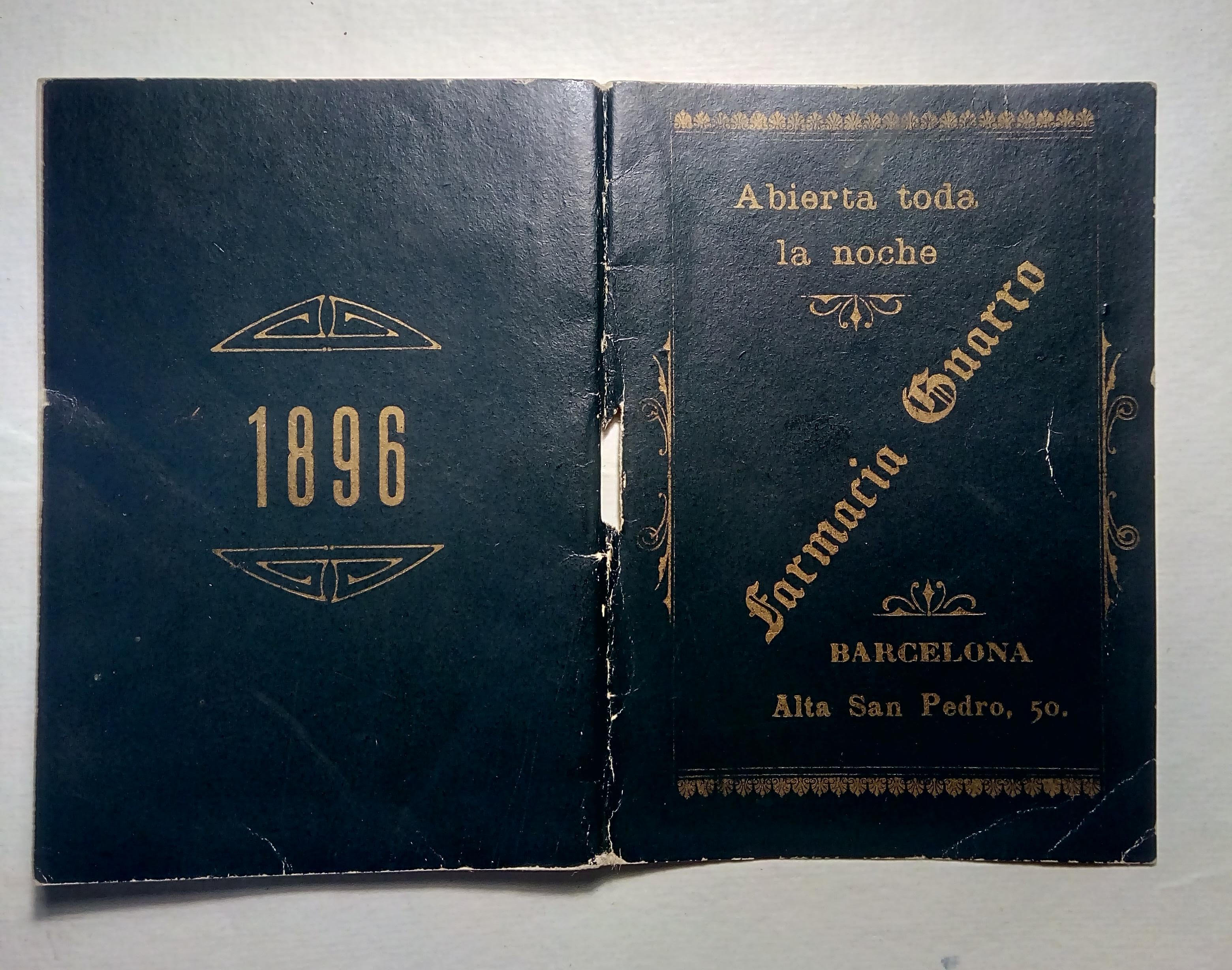
Almanac 1896
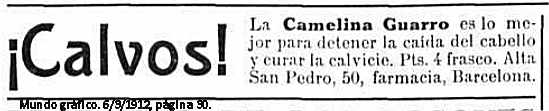
Retall premsa